# Papa Malick Ba
Papa Malic Ba, född 11 november 1980 i Pikine i Senegal, är en senegalesisk före detta fotbollsspelare.

## Karriär
Papa Malick Ba påbörjade sin karriär i tunisiska CS Sfaxien 1997 som 17-åring. Han spelade inga matcher förrän han var 19 år, under hans tredje säsong hos klubben. Han imponerade på fansen när han väl lämnade avbytarbänken och under fjärde säsongen var han regelbunden i startelvan. Rykten började florera om en flytt till en fransk klubb men det visade sig vara falskt.
2004 jagades han av flera schweiziska klubbar men Sfaxien tackade nej till alla bud. Till slut köptes han av FC Basel. Han kan spela som både mittback och defensiv mittfältare men föredrar ofta det senare p.g.a. hans brister i luftspelet.
Ba talar flytande arabiska, afrikaans, franska och tyska. På hans spelartröja står det "Papa Malick" istället för hans fullständiga namn. Han har även spelat elva matcher för Senegals landslag.